# Очаківське гирло (Дністровський лиман)
Очаківське гирло — вузька протока в Одеській області, що з’єднувала Дністровський лиман і Чорне море, яка зникла у 1926 році під час сильного північно-східного шторму протягом однієї ночі. З тих пір не існує.

## Гідрографія

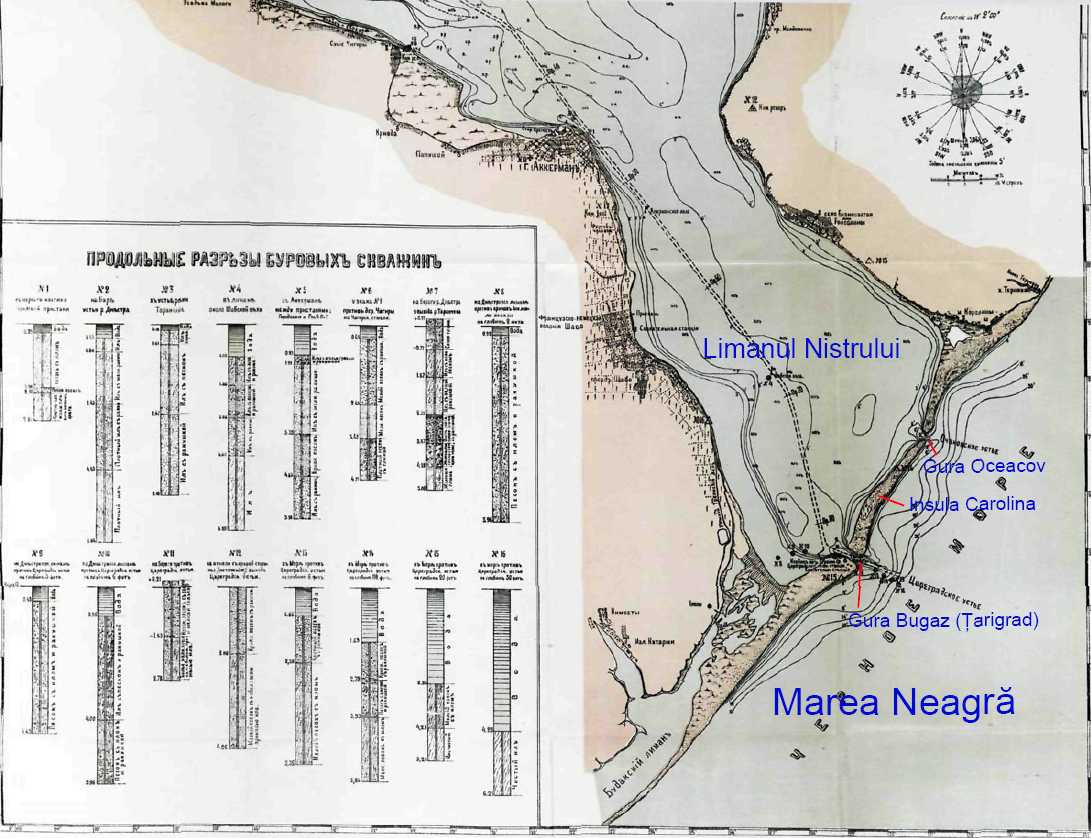
Карта Дністровського лиману 1897 року

За даними досліджень, проведених при будівництві залізничного мосту через Дністровсько-Цареградське гирло на початку 1950-х років середня глибина Очаківського гирла сягала 2 метрів при максимальній глибині 3-5 метрів. Ширина гирла становила 105-108 м, а довжина 170-180 м. В устьовій частині Очаківського гирла був розташований кам’янистий поріг глибиною до одного метра. 
У XIX ст. Очаківське гирло мало довжину 300 м, ширину до 170 м і максимальну глибину до 5,6 м (середню – 1,95 м)

## Історія
У 1920-х роках для прокладки залізниці, яка мала зв’язати Одесу з Бесарабією Очаківське гирло штучно засипали, але під час зимових штормів гирло знову відкривалось, залізничний насип тут же відновлювали – так продовжувалось до 1926 року, коли протока перестала існувати через сильний нічний північно-східний шторм. 
Після зникнення гирла острів (о. Кароліни), який омивався водами Дністровського лиману, Чорного моря, Цареградського і Очаківського гирла перетворився на півострів (Бугазька коса). На місці, де знаходилось Очаківське гирло, утворився вузький піщаний насип між лиманом і морем, по якому було прокладено залізничну колію. 
Під час будування мосту через Цареградське гирло в 1950-х роках Очаківське гирло було додатково засипане і з тих пір можна помітити його сліди лише зі сторони моря в Прибережній зоні, де збереглися ерозійні форми, створені потоком з гирла.
Додатковому захисту від руйнації насипу під час сильних штормів сприяє кам’яна перешкода для захисту залізничного шляху.